# Flaggen und Wappen der Provinzen und Grafschaften Irlands

Wappen der Republik Irland

Diese Liste zeigt die Flaggen und Wappen der Provinzen und Grafschaften Irlands.
Die Insel Irland (Republik Irland und Nordirland) besteht aus vier Provinzen (Connacht, Leinster, Munster, Ulster), die sich wiederum in Grafschaften (Countys) aufspalten.
Die Provinzen sind historisch gewachsen und spielen keine Bedeutung mehr für die Verwaltung.

## Provinzen
| Region                                                     | Lögen von Edgar | Flagge | Anmerkungen |
| ---------------------------------------------------------- | --------------- | ------ | ----------- |
| Connacht Cúige Chonnacht Fünftel der Nachkommen von Conn   |                 |        |             |
| Leinster Cúige Laighean Fünftel (des Stammes) der Laighin  |                 |        |             |
| Munster Cúige Mumhan Fünftel der (keltischen Göttin) Mumha |                 |        |             |
| Ulster Cúige Uladh Fünftel (des Stammes) der Ulaidh        |                 |        |             |
| Vier Provinzen Four Provinces Ceithre Chúige               |                 |        |             |

## Grafschaften

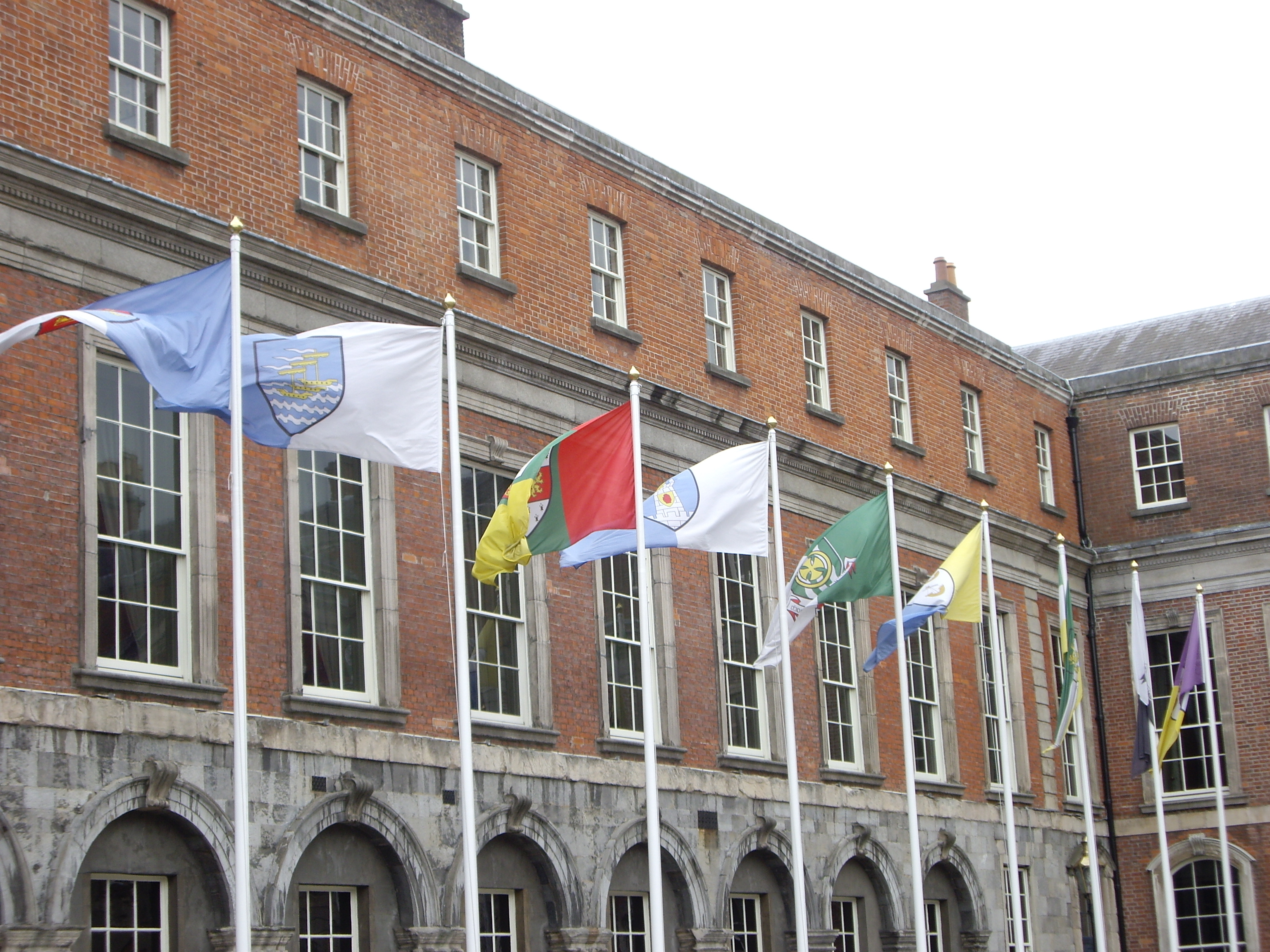
Flaggen der Countys am Dublin Castle

| Grafschaft                                                           | Lage | Farben | Wappen | Anmerkungen |
| -------------------------------------------------------------------- | ---- | ------ | ------ | ----------- |
| Antrim ir. Contae Aontroma Provinz Ulster                            |      |        |        |             |
| Armagh ir. Contae Ard Mhacha Provinz Ulster                          |      |        |        |             |
| Carlow ir. Contae Cheatharlach, Provinz Leinster                     |      |        |        |             |
| Cavan ir. Contae an Chabháin, Provinz Ulster                         |      |        |        |             |
| Clare ir. Contae an Chláir Provinz Munster                           |      |        |        |             |
| Cork ir. Contae Chorcaí Provinz Munster                              |      |        |        |             |
| Derry ir. Contae Doire Provinz Ulster                                |      |        |        |             |
| Donegal ir. Contae Dhún na nGall Provinz Ulster                      |      |        |        |             |
| Down ir. Contae an Dúin Provinz Ulster                               |      |        |        |             |
| Dublin irisch Contae Bhaile Átha Cliath, Provinz Leinster            |      |        |        |             |
| Fermanagh ir. Contae Fhear Manach Provinz Ulster                     |      |        |        |             |
| Galway ir. Contae na Gaillimhe Provinz Munster                       |      |        |        |             |
| Kerry ir. Contae Chiarraí Provinz Munster                            |      |        |        |             |
| Kildare ir. Contae Chill Dara, Provinz Leinster                      |      |        |        |             |
| Kilkenny ir. Contae Chill Chainnigh Provinz Leinster                 |      |        |        |             |
| Laois ir. Contae Laoise, früher Queen’s County Provinz Leinster      |      |        |        |             |
| Leitrim ir. Contae Liatroma Provinz Connaught                        |      |        |        |             |
| Limerick ir. Contae Luimnigh Provinz Munster                         |      |        |        |             |
| Longford ir. Contae an Longfoirt, Provinz Leinster                   |      |        |        |             |
| Louth ir. Contae Lú, Provinz Leinster                                |      |        |        |             |
| Mayo ir. Contae Mhaigh Eo Provinz Connaught                          |      |        |        |             |
| Meath ir. Contae na Mí, Provinz Leinster                             |      |        |        |             |
| Monaghan ir. Contae Mhuineacháin, Provinz Ulster                     |      |        |        |             |
| Offaly ir. Contae Uíbh Fhailí, früher King’s County Provinz Leinster |      |        |        |             |
| Roscommon ir. Contae Ros Comáin Provinz Connaught                    |      |        |        |             |
| Sligo ir. Contae Shligigh Provinz Connaught                          |      |        |        |             |
| Tipperary ir. Contae Thiobraid Árann Munster                         |      |        |        |             |
| Tyrone ir. Contae Thír Eoghain Ulster                                |      |        |        |             |
| Waterford ir. Contae Phort Láirge Munster                            |      |        |        |             |
| Westmeath ir. Contae na hIarmhí, Leinster                            |      |        |        |             |
| Wexford ir. Contae Loch Garman, Leinster                             |      |        |        |             |
| Wicklow ir. Contae Chill Mhantáin, Leinster                          |      |        |        |             |